# Jacques Delors
Jacques Lucien Jean Delors (Parigi, 20 luglio 1925 – Parigi, 27 dicembre 2023) è stato un politico ed economista francese.
Noto europeista, è stato ministro e presidente della Commissione europea.

## Formazione
Nacque da Louis Delors, esattore, e Jeanne Joséphine Rigal.
La famiglia di Delors è originaria di Le Lonzac nella Corrèze. Il padre lavorava alla Banca di Francia.
Delors si laureò in scienze economiche alla Sorbona.

## Carriera amministrativa
Dal 1945 al 1962 Delors lavorò alla Banca di Francia, prima come capo servizio e poi come membro del gabinetto del direttore generale dei titoli e del mercato monetario.
Tra il 1959 e il 1961 fece anche parte della sezione della pianificazione e degli investimenti del Consiglio economico e sociale della repubblica francese.
Nel 1962 venne nominato capo servizio per gli affari sociali e culturali all'interno del Commissariato generale per la pianificazione, di cui fece parte fino al 1969.
Dal giugno 1969 al luglio 1972 fu consigliere economico di Jacques Chaban-Delmas, nominato primo ministro da Georges Pompidou pochi giorni dopo l'elezione di quest'ultimo alla presidenza della repubblica. Tra il 1969 e il 1973 Delors fu anche segretario generale presso il primo ministro per la formazione professionale e la promozione sociale. Delors fu tra i principali ispiratori del progetto politico riformista della Nouvelle Société portato avanti dal governo di Chaban-Delmas ed elaborò tra le altre cose delle riforme al diritto del lavoro e una legge sulla formazione permanente. Il governo riuscì tuttavia a mettere in pratica solo una parte del progetto, a causa delle resistenze del presidente Pompidou, del suo entourage e di parte dei parlamentari della maggioranza.
Dal 1973 al 1979 fece parte del Consiglio generale della Banca di Francia.
Delors ha inoltre insegnato all'École nationale d'administration e tra il 1974 e il 1979 insegnò all'Università Parigi IX.

## Carriera politica

### Inizi dell'attività politica
Agli inizi della sua attività politica Delors fu vicino ai democratici cristiani di orientamento sociale. Fece parte del movimento cattolico di ispirazione personalista La vie nouvelle, importante per la formazione della cosiddetta "seconda sinistra" francese. Nell'ambito di quel movimento Delors fondò nel 1959 il gruppo di discussione e la rivista Citoyens 60, che diresse fino al 1965. Fece parte anche del gruppo Reconstruction. Collaborò anche con riviste di estrema sinistra, scrivendo articoli di ispirazione marxista con lo pseudonimo di Roger Jacques.
Divenne esperto economico della Confédération française des travailleurs chrétiens e partecipò alla sua trasformazione in Confédération française démocratique du travail nel 1964.

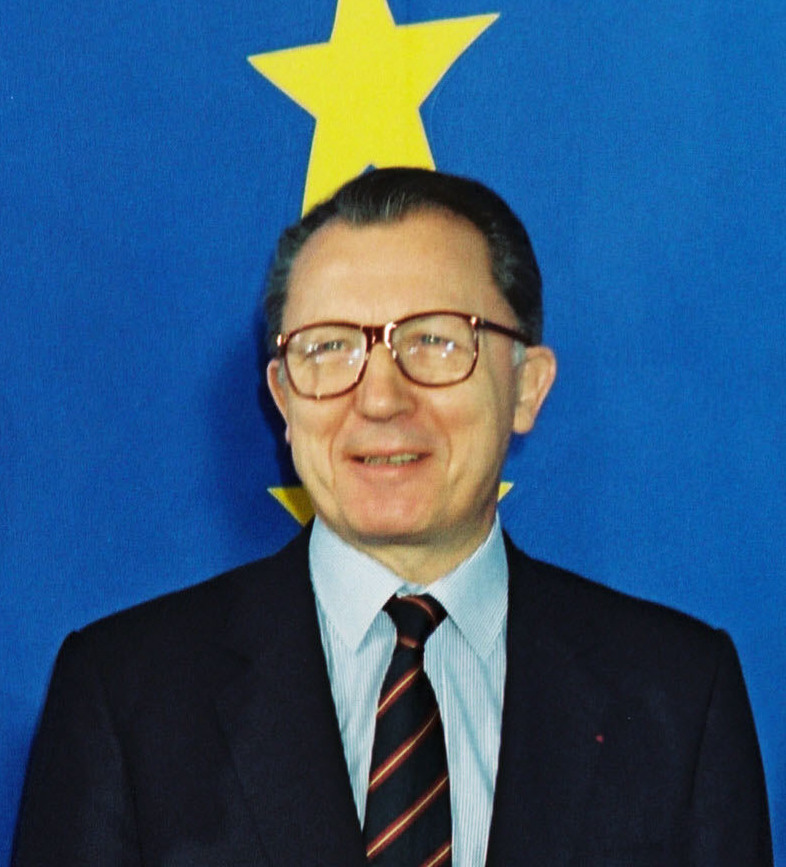
Delors nel 1990.

### Adesione al Partito Socialista
Nel 1974 Delors creò il gruppo di riflessione politica Échanges et projets. Dal 1975 al 1979 diresse il centro di ricerca Travail & société.
Delors era iscritto al Partito socialista unificato, ma come molti nel 1974 aderì al Partito socialista guidato da François Mitterrand. Partecipò alla redazione del programma elettorale di Mitterrand per le elezioni presidenziali di quell'anno e del 1981. Dal 1976 al 1981 fu responsabile nazionale del partito per le relazioni economiche internazionali. Entrò nel comitato direttivo del partito nel 1979. Delors fu uno dei pochi dirigenti del partito apertamente credenti.
Nelle prime elezioni europee del giugno 1979 Delors venne eletto membro del Parlamento europeo e presiedette la sua commissione per gli affari economici e monetari. Si dimise dal Parlamento europeo quando venne nominato ministro nel maggio 1981.
Dal 1983 al 1985 fu sindaco di Clichy.

### Ministro dell'economia e delle finanze
Dal maggio 1981 al luglio 1984 Delors fu ministro dell'economia e delle finanze nell'ambito del governo guidato da Pierre Mauroy, nominato primo ministro da François Mitterrand pochi giorni dopo l'elezione di quest'ultimo alla presidenza della repubblica. Delors fece parte di tutti e tre i governi presieduti consecutivamente da Mauroy, ottenendo anche la delega al bilancio nel terzo governo Mauroy in carica dal marzo 1983.
Nel primo periodo del suo mandato da ministro, Delors promosse una serie di nazionalizzazioni, previste dal programma di governo concordato con il Partito comunista. Decise inoltre delle svalutazioni del franco, promosse politiche di rilancio della crescita economica e realizzò delle riforme del sistema finanziario. Promosse una politica di rigore, abolendo la scala mobile dei salari nel 1982. Sostenne la permanenza della Francia nel Sistema monetario europeo.

### Presidente della Commissione europea
Nell'estate del 1984 Delors venne considerato come un possibile successore di Pierre Mauroy alla guida del governo, ma gli venne preferito Laurent Fabius. Il governo di quest'ultimo lo indicò tuttavia come commissario europeo della Francia, assieme a Claude Cheysson. Un accordo franco-tedesco prevedeva di nominare quest'ultimo presidente della Commissione europea, ma il veto posto dal primo ministro britannico Margaret Thatcher portò a nominare Delors alla presidenza della commissione.

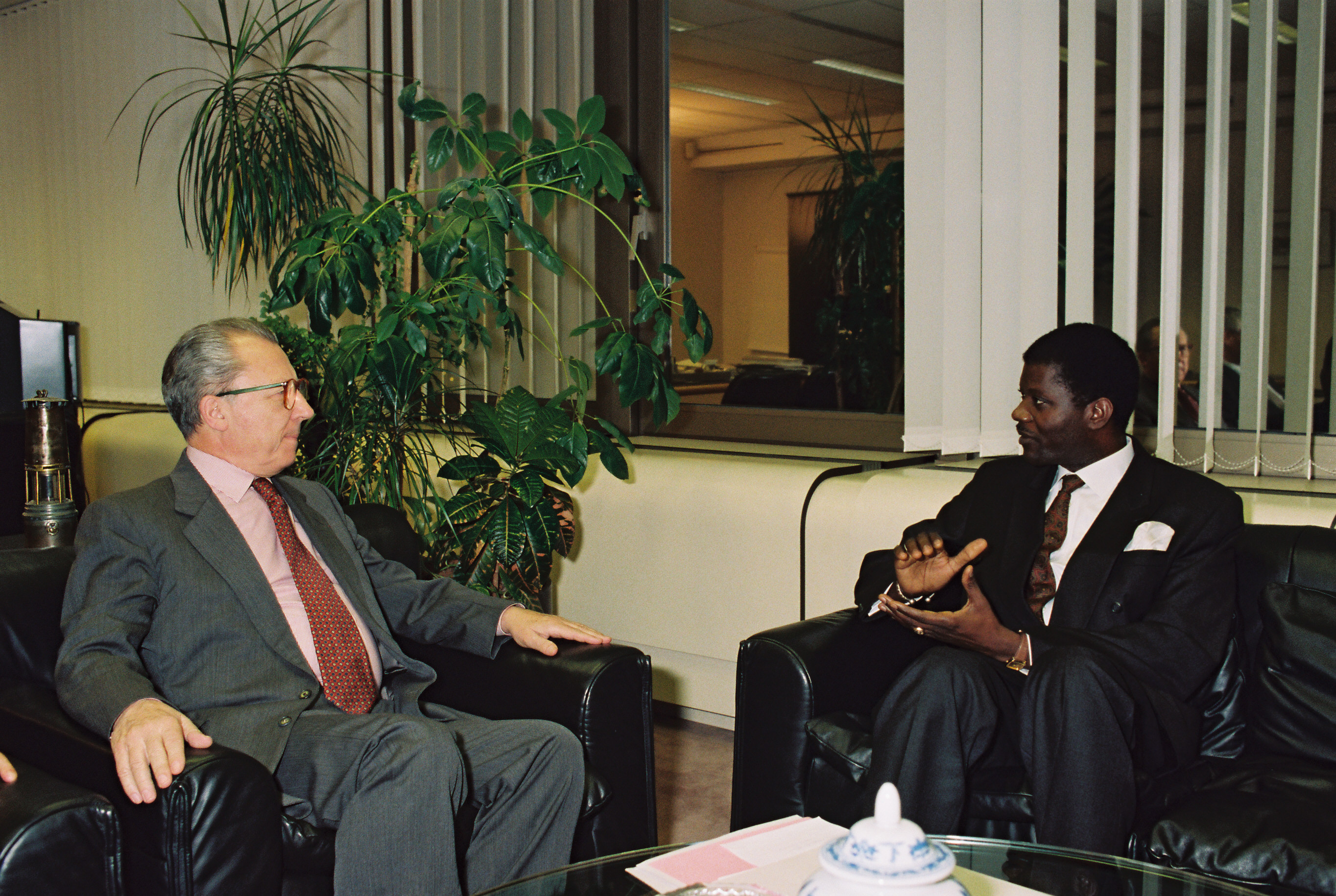
Delors a Bruxelles con il primo ministro del Burkina Faso Youssouf Ouédraogo

Delors presiedette la Commissione europea dal gennaio 1985 al gennaio 1995, svolgendo tre mandati consecutivi. È stato il primo e finora unico presidente della commissione a svolgere tre mandati. Fu un presidente molto carismatico ed energico, capace di rafforzare considerevolmente il ruolo e l'influenza della Commissione.
Durante il mandato di Delors venne istituito il mercato unico, venne riformata la politica agricola comune e furono firmati l'Atto unico europeo, gli accordi di Schengen e soprattutto il Trattato di Maastricht, che istituì l'Unione europea. L'attività delle commissioni Delors ebbe dunque una grande importanza e lasciò un'influenza molto rilevante.

### Attività politica successiva
Nel 1994, Delors venne invitato dal Partito socialista a candidarsi alle elezioni presidenziali in Francia del 1995. Nonostante i sondaggi favorevoli, dopo una lunga riflessione Delors decise di rifiutare, lasciando il campo libero alla candidatura di Lionel Jospin e presiedendo il suo comitato elettorale. Jospin venne tuttavia sconfitto da Jacques Chirac.
In seguito Delors si ritirò dalla carriera politica, continuando tuttavia a far parte del Partito socialista e ad intervenire nel dibattito pubblico nazionale ed europeo, soprattutto su temi legati all'integrazione europea. Nel 1996 fondò il think tank Notre Europe, che presiedette fino al 2004. Fece poi parte del suo consiglio direttivo. Nel 2007 collaborò alla realizzazione degli "Stati generali dell'Europa" a Lille. Nel 2010 sostenne la creazione del Gruppo Spinelli, di cui è membro.
Nel 2004 firmò una petizione per elaborare un "Trattato sull'Europa sociale"; l'anno successivo sostenne l'approvazione della costituzione europea nel referendum francese e nel 2007 si espresse a favore di una "Comunità europea dell'energia".

## Altre attività
Dal 1995 al 1998 Delors presiedette la "Commissione per l'educazione per il XXI secolo" dell'UNESCO.
Tra il 1995 e il 1999 fu presidente del consiglio di amministrazione del Collegio d'Europa.
Delors ha presieduto il Conseil de l'emploi, des revenus et de la cohésion sociale dal 2000 al 2008.

## Riconoscimenti
- Il 18 marzo 1989 ricevette:

- Il 11 dicembre 1997 ricevette

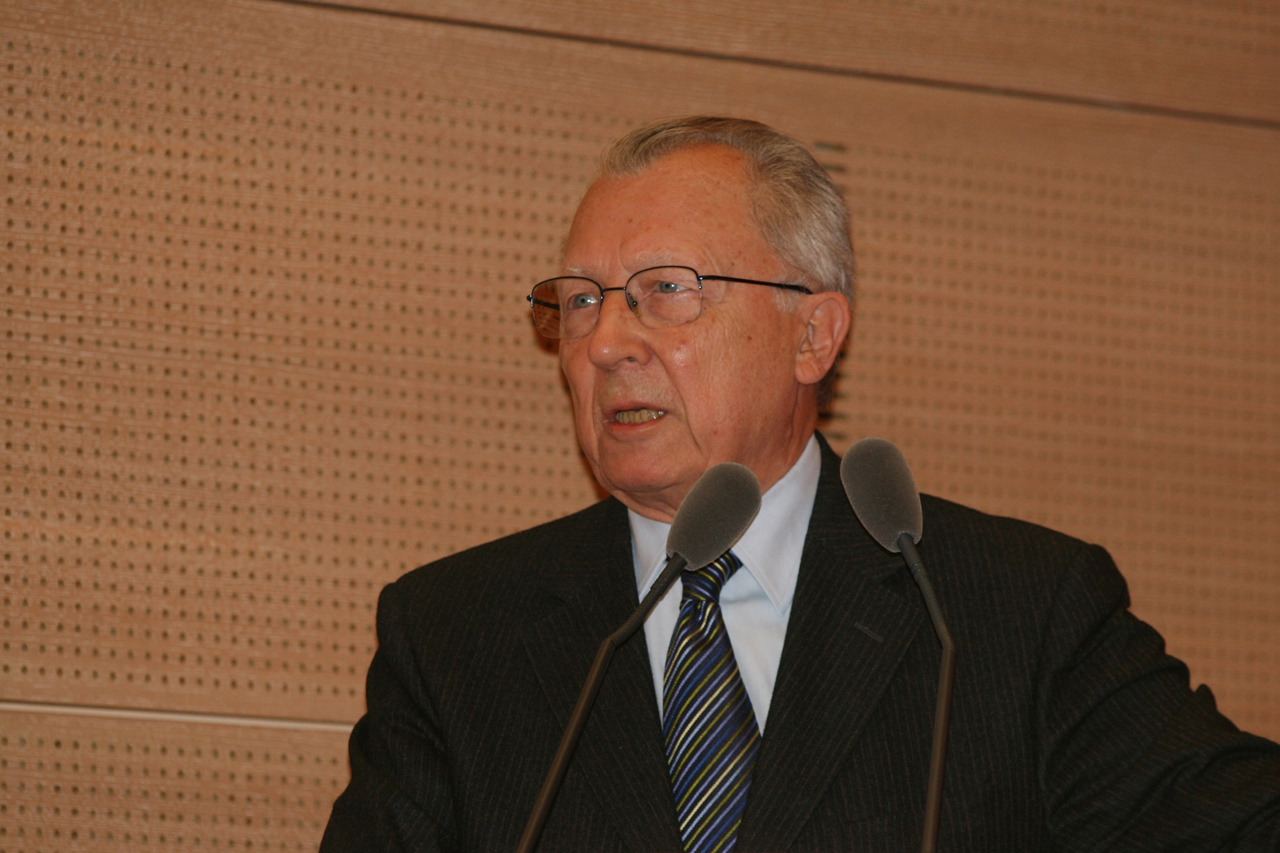
Jacques Delors nel 2009.

- Il 14 maggio 1993 ricevette:  Laurea honoris causa in giurisprudenza. - Università degli studi di Bologna

- Nel 1992 gli venne assegnato il Premio Carlo Magno.
- Delors era membro onorario dell'Aspen Institute France e del Club di Roma[11].

## Famiglia
Delors ebbe due figli. Jean-Paul morì nel 1982, Martine, nota col cognome Aubry del primo marito, è stata invece la segretaria del Partito Socialista francese dal 2008 al 2012 e più volte ministro.

## Pubblicazioni
- Jacques Delors, Les indicateurs sociaux, 1971.
- Jacques Delors, Changer, 1975.
- Jacques Delors, En sortir ou pas, 1985.
- Jacques Delors, Le nouveau concert européen, 1992.
- Jacques Delors, L'unité d'un homme, 1994.
- Jacques Delors, Combats pour l'Europe, 1996.
- Jacques Delors, Jean-Louis Arnaud, Mémoires, Plon, Parigi 2004. Trad. it. Memorie, Rubbettino, 2009.
- Jacques Delors, L'Europe tragique et magnifique, 2006.

## Nella cultura di massa
- Jacques Delors compare nel quarto episodio della serie animata L'incredibile Hulk, del 1982.